# Іващук Олександр Іванович
Олекса́ндр Іва́нович Іващу́к — (11 червня 1967) — український лікар, доктор медичних наук, професор.

## Біографія
Народився 11 червня 1967 року у смт Кельменці Чернівецької області. у 1990 році закінчив Чернівецький медичний інститут, за фахом лікар-хірург. Працював лікарем. З 1994 року — у Буковинському медичному університеті (Чернівці). У 2006—2007 рр.- завідувач кафедри загальної і оперативної хірургії з топографічною анатомією. У 2003 р. захистив докторську дисертацію. З 2005 р. — професор. Від 2007 р. — професор кафедри хірургії та урології, проректор з наукової роботи.

## Наукові праці ученого
- Мікробіологічні аспекти перебігу жовчного перетоніту у хворих на гострий деструктивний холецистит // Шпитал. хірургія. — 2005, № 4.
- Лікування хворих літнього та старечого віку з виразкою двадцятипалої кишки, ускладненою гострою кривотечею.- Чернівці, 2005.
- Хірургічні хвороби в практиці сімейного лікаря.- Чернівці, 2005 (у співавторстві).
- Стан активності деяких гормональних та ферментних систем у хворих з місцевим перетонітом // Медицина транспорту України. — 2006.- № 1 (17) (у співавторстві).